# Pavel Markov
Pavel Aleksándrovich Markov (en ruso: Павел Александрович Марков; 1897–1980) fue un crítico de teatro ruso, gerente literario y maestro. Entre 1925 y 1949 fue jefe de la Sección Literaria del Teatro de Arte de Moscú. Era el presidente del «comité inferior» de la dirección del teatro. Ha sido descrito como «el maestro y crítico más destacado de su generación».